# Namib
|  | Aquest article tracta sobre el desert. Vegeu-ne altres significats a «Namíbia». |

El Namib és la zona desèrtica que s'estén al llarg de la costa de Namíbia, entre el riu Orange, que marca la frontera amb la República de Sud-àfrica, al sud, i el riu Kunene, que marca la frontera amb Angola, al nord.Està inscrit a la llista del Patrimoni de la Humanitat de la UNESCO des del 2013.
Té una longitud d'uns 1.600 km, una amplada que varia entre 80 i 200 km i una extensió propera als 80.000 quilòmetres quadrats. El seu nom, Namib, significa "enorme" en llengua nama.
Alguns geògrafs consideren que el biòtop o l'ecoregió pròpiament dita (tal com està definida pel Fons Mundial per la Natura WWF) s'estén entre el riu Uniab al nord i la població de Lüderitz al sud. Al desert al nord del Namib i que s'estén des del nord del riu Uniab s'anomena desert de Kaoko i s'endinsa a Angola. Al sud el desert que s'estén al sud de Lüderitz s'anomena Karoo (Karoo suculent i Karoo nama) i s'endinsa notablement a Sud-àfrica.
La porció més septentrional del Namib, que s'estén a 450 quilòmetres de la frontera entre Angola i Namíbia, es coneix com a desert de Moçâmedes, mentre que la seva part sud s'apropa al veí desert del Kalahari. Des de la costa atlàntica cap a l'est, el Namib ascendeix gradualment a l'elevació i arriba fins als 200 quilòmetres de l'interior fins als peus de la Gran Escarpa.
La precipitació anual oscil·la entre els 2 mil·límetres a les regions més àrides i els 200 mil·límetres en l'escarpa, fent del Namib l'únic desert veritable del sud d'Àfrica.